# Eugénie Le Sommer
Eugénie Anne Claudine Le Sommer (Grasse, Francia; 18 de mayo de 1989) es una futbolista francesa. Juega como delantera en Toluca en Liga MX Femenil.

## Trayectoria

### Clubes
Le Sommer comenzó su carrera a los 15 años en el Lorient. En 2007 fichó por el Stade Briochin, su primer equipo en Division 1.
Tras ser la máxima goleadora de la liga 2009-10, con 19 goles, fichó por el Olympique de Lyon, subcampeón de Europa. 
Con el Lyon ha ganado, a fecha de 2013, 2 Ligas de Campeones, 3 Ligas y 2 Copas. En la temporada 2011-12 fue la máxima goleadora de la Liga (con 22 goles) y la Liga de Campeones (con 9, uno de ellos en la final).

### Selección
Le Sommer fue la segunda máxima goleadora del Mundial sub-20 de 2008 con 4 goles. 
Debutó con la absoluta francesa en febrero de 2009 en un amistoso contra Irlanda, y ese año jugó su primer torneo oficial, la Eurocopa 2009.
Con la selección llegó a las semifinales del Mundial 2011 y los Juegos Olímpicos 2012. En los Juegos marcó su primer gol en un torneo oficial, y en la Eurocopa 2013 marcó dos. 
A fecha de julio de 2013, ha marcado 52 goles en 116 partidos con la selección.
En el Mundial 2015, llegó a cuartos de final y marcó 3 goles en total.

## Clubes
| Club                | País           | Año         |
| ------------------- | -------------- | ----------- |
| Stade Briochin      | Francia        | 2007 - 2010 |
| Olympique de Lyon   | Francia        | 2010 - 2021 |
| OL Reign (préstamo) | Estados Unidos | 2021 - 2025 |

## Palmarés

### Campeonatos nacionales
| Título          | Club              | País    | Año     |
| --------------- | ----------------- | ------- | ------- |
| Division 1      | Olympique de Lyon | Francia | 2010-11 |
| Division 1      | Olympique de Lyon | Francia | 2011-12 |
| Copa de Francia | Olympique de Lyon | Francia | 2011-12 |
| Division 1      | Olympique de Lyon | Francia | 2012-13 |
| Copa de Francia | Olympique de Lyon | Francia | 2012-13 |
| Division 1      | Olympique de Lyon | Francia | 2013-14 |
| Copa de Francia | Olympique de Lyon | Francia | 2013-14 |
| Division 1      | Olympique de Lyon | Francia | 2014-15 |
| Copa de Francia | Olympique de Lyon | Francia | 2014-15 |
| Division 1      | Olympique de Lyon | Francia | 2015-16 |
| Copa de Francia | Olympique de Lyon | Francia | 2015-16 |
| Division 1      | Olympique de Lyon | Francia | 2016-17 |
| Copa de Francia | Olympique de Lyon | Francia | 2016-17 |
| Division 1      | Olympique de Lyon | Francia | 2017-18 |
| Copa de Francia | Olympique de Lyon | Francia | 2018-19 |
| Division 1      | Olympique de Lyon | Francia | 2018-19 |

### Campeonatos internacionales
| Título                       | Equipo               | Sede           | Año     |
| ---------------------------- | -------------------- | -------------- | ------- |
| Liga de Campeones            | Olympique de Lyon    | Inglaterra     | 2010-11 |
| Liga de Campeones            | Olympique de Lyon    | Alemania       | 2011-12 |
| Copa de Chipre               | Selección de Francia | Chipre         | 2012    |
| Copa Internacional de Clubes | Olympique de Lyon    | Japón          | 2012    |
| Copa de Chipre               | Selección de Francia | Chipre         | 2014    |
| Copa Valais                  | Olympique de Lyon    | Suiza          | 2014    |
| Liga de Campeones            | Olympique de Lyon    | Italia         | 2015-16 |
| Copa SheBelieves             | Selección de Francia | Estados Unidos | 2017    |
| Liga de Campeones            | Olympique de Lyon    | Gales          | 2016-17 |
| Liga de Campeones            | Olympique de Lyon    | Ucrania        | 2017-18 |
| Liga de Campeones            | Olympique de Lyon    | Hungría        | 2018-19 |

### Distinciones individuales
| Distinción                  | Año     |
| --------------------------- | ------- |
| Mejor jugadora del año UNFP | 2009-10 |
| Mejor jugadora del año UNFP | 2014-15 |